# Martin Behm

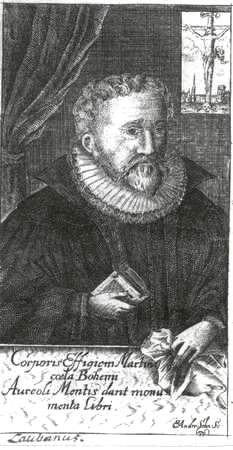
Martin Behm, zeitgenössischer Stich

Martin Behm, auch Martin Böhme, Behme, Behemb, (Martinus) Bohemus (* 16. September 1557 in Lauban; † 5. Februar 1622 ebenda) war ein deutscher lutherischer Pfarrer, Schriftsteller und Kirchenlieddichter.

## Leben
Behms Vater war Verwalter der städtischen Fuhrwerke und Felder. Martin besuchte die Schule in seiner Heimatstadt sowie in Wien, wo ein Verwandter der Familie lebte. 1576 immatrikulierte er sich in Straßburg, um lutherische Theologie zu studieren. Zu seinem dortigen Bekanntenkreis gehörte der 50 Jahre ältere Humanist Johannes Sturm. 1580 starb sein Vater, und Martin kehrte nach Lauban zurück, wo er zunächst Hilfslehrer an der Stadtschule, dann Diaconus (dritter Prediger) an der Stadtkirche Heilige Dreifaltigkeit wurde. 1586 rückte er in die erste Pfarrstelle auf, die er bis zu seinem Tod bekleidete.
Behm war ein vielseitiger Autor. Er veröffentlichte Predigtbände, in die er seine Liedtexte einstreute, daneben geistliche Schauspiele sowie historisch-moralische Zeitbetrachtungen. Seine Lieder fanden weite Verbreitung. Zu den bekanntesten zählt Wie lieblich ist der Maien aus lauter Gottesgüt (EG 501), das im 20. Jahrhundert mit einer Melodie von Johann Steuerlein verbunden wurde. Seine Texte beeinflussten die Dichtung des deutschen Frühpietismus.

## Werke
- Die drey grossen Landplagen: Krieg, Tewrung, Pestilentz. Wittenberg 1601 (Digitalisat)
- Kirchen Calender/ Das ist/ Christliche Erklerung/ Des Jahres und der XII. Monaten. Wittenberg 1606 (Digitalisat)
- Drey schöne geistliche Comoedien. Wittenberg 1618
- Spectaculum … Das blutige Schawspiel des bittern Leidens … Jesu Christi. Wittenberg 1616
- Theologia … Geistliche Betrachtung des Menschen. Wittenberg 1624
- (Auswahl von 100 Kirchenliedern). In: Philipp Wackernagel (Hrsg.): Das deutsche Kirchenlied. Band 5. Leipzig 1877. Nachdruck Hildesheim 1964, S. 196–247; Textarchiv – Internet Archive.

## Gesangbuchlieder
Im Deutschen Evangelischen Gesangbuch (1915) finden sich drei, im Evangelischen Kirchengesangbuch (1950) sieben und im Stammteil des Evangelischen Gesangbuches (1993) drei Lieder Behms. Weitere Lieder sind in den Regionalteilen einiger Landeskirchen vertreten.
- Ach Gott, die armen Kinder dein (EKG 378)
- Das walt Gott Vater und Gott Sohn (DEG 264, EKG 343)
- Herr Gott, du Herrscher aller Welt (EKG 379)
- Lobt Gott in allen Landen (EKG 377, EG 500)
- O heilige Dreifaltigkeit (DEG 265)
- O Jesu Christ, meins Lebens Licht (EKG 317)
- O König aller Ehren (DEG 28, EKG 49, EG 71)
- Wie lieblich ist der Maien (EKG 370, EG 501)